# Доклендское лёгкое метро
Доклендское лёгкое метро (Docklands Light Railway, DLR) — автоматическое лёгкое метро, открытое 31 августа 1987 года для обслуживания вновь отстраиваемого района Доклендс в Лондоне. Оно охватывает несколько районов, доходя до Стратфорда на севере, Луишема на юге, до станций Тауэр Гейтвей и Банк в финансовом центре в Сити и до Бектона и Вулидж Арсенала на востоке.
Метро управляется по концессии от Transport for London Serco Docklands Ltd, совместной компании бывшего менеджмента DLR и Serco Group. Само метро принадлежит DLR Limited, входящей в London Rail, подразделение Transport for London, которое также управляет London Overground и Tramlink (но не лондонским метро, которое является отдельным подразделением).
В 2018 году лёгкое метро перевезло 119,6 миллионов пассажиров. Сеть DLR расширялась несколько раз, причём сейчас эта работа продолжается. И хотя она похожа на некоторые другие виды транспорта Лондона, как например Лондонский метрополитен, поезда DLR не совместимы с какой-либо другой железнодорожной системой Великобритании.

## История

### Появление и развитие

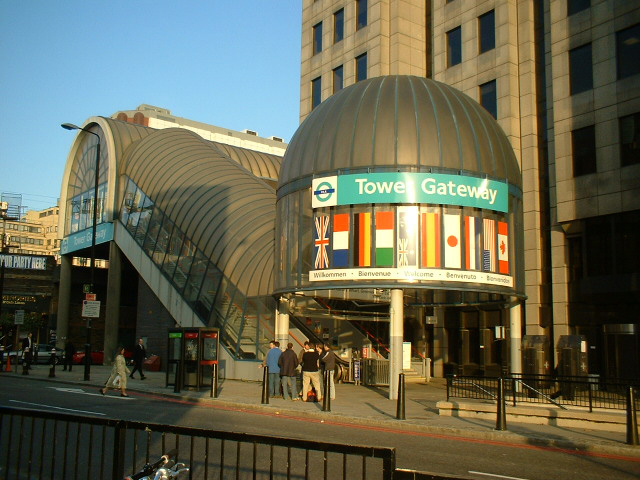
Станция Тауэр Гейтвей была изначальным пунктом соединения DLR и центра Лондона.

Доки на востоке Лондона начали приходить в запустение в начале 1960-х, когда перевозка грузов стала осуществляться в контейнерах, а лондонский порт не смог принять крупные суда повышенной вместимости. Открытие порта Тилбери, расположенного восточнее в Эссексе, ускорило процесс ликвидации устаревшего порта, и в 1980 году правительство Великобритании взяло контроль над ситуацией в свои руки. Юбилейная линия лондонского метро открылась в 1979 году от станции Стэнмор до станции Чаринг-Кросс в качестве первой части новой линии через весь город от Чаринг-Кросс на юго-восток города. Однако зарезервированная под вторую очередь строительства земля в районе Лудгейт-Сёркус и Люишема выросла в цене, в результате чего проект был отложен в начале 1980-х.
Лондонская Корпорация по развитию Доклендс (LDDC), которой требовалось обеспечить общественный транспорт за относительно небольшие деньги в бывшую зону доков для стимулирования восстановления, рассматривала несколько вариантов и выбрала в итоге схему лёгкого метро с использованием сохранившейся железнодорожной инфраструктуры доков, чтобы соединить док Вест-Индия и Тауэр Хилл и дальше до северного окончания на станции Стратфорд оставалась неиспользуемая платформа электричек, а к западу от станции можно было пересесть на Центральную линию. Вариант со станцией «Стратфорд» предпочли альтернативе с Майл-Эндом, которая включала трамвайные линии, проходящие по улицам города, что противоречило воплощению идеи полностью автоматического управления поездами. Рост Доклендс всё-таки привёл к продлению Юбилейной линии в 1999 году на восток Лондона ещё южнее, чем было задумано изначально, через Доки Сюррея, Кэнэри-Уорф и полуостров Гринвич в Стратфорд.
Контракт на строительство достался G.E.C. Mowlem в 1984 году, и линия была построена за три года с 1985 по 1987 и обошлась всего в £77 миллионов. Линия была открыта Елизаветой II 30 июля 1987 года. Первый регулярный рейс начал работать 31 августа того же года.

### Первая очередь (1987—1990)

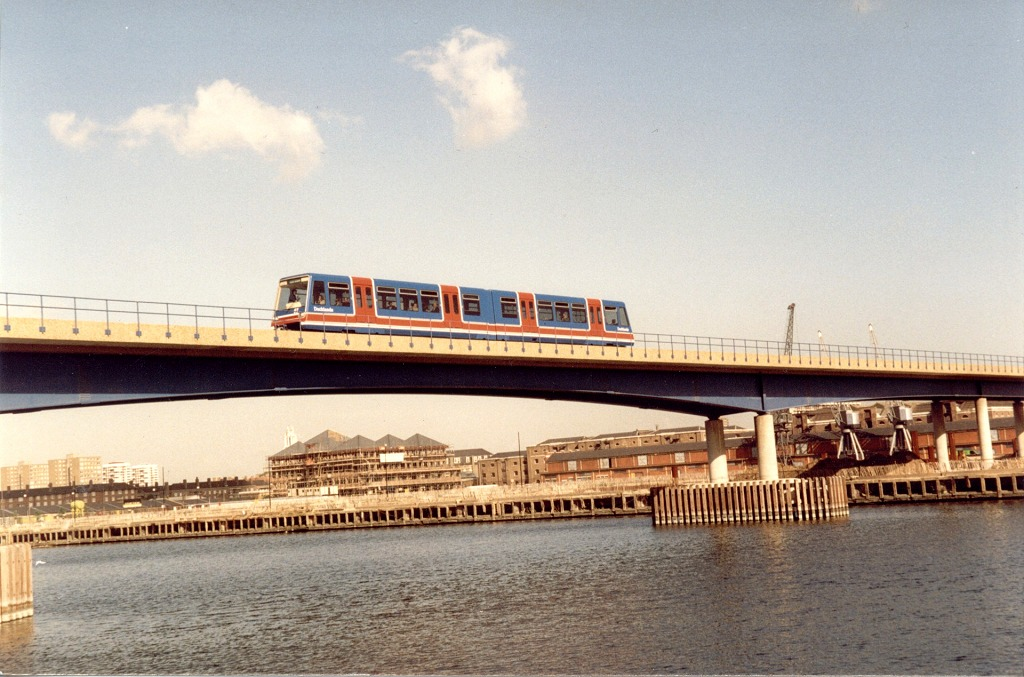
Первое поколение DLR EMU пересекает Вест Индия Док, сентябрь 1987 года.

Изначально лёгкое метро включало два маршрута: один от Тауэр Гейтвей до Айленд Гарденс, а другой — от Стратфорд до Айленд Гарденс. Большинство путей проложено на возвышении — либо по старым железнодорожным виадукам, либо по вновь построенным бетонным. Оставшаяся часть, несмотря на то, что в изначальных планах весь путь должен проходить на высоте, идёт по старым железнодорожным путям на уровне земли. Поезда изначально были полностью автоматизированы и управлялись компьютером без машиниста. Агент Помощи Пассажирам (Passenger Service Agent, PSA), иногда также называемый «Капитан Поезда» есть в каждом поезде. В его обязанности входит следить за порядком в поезде, проверять наличие билетов, следить за правильностью и своевременностью передачи сообщений и управлением дверьми. Также он может взять под контроль управление поездом в определённых условиях, включающих выход из строя техники, а также чрезвычайные ситуации.
Система была простой, станции строились для поездов из одного вагона. Три ветви протяжённостью путей 13 км, 15 станций были соединены одноуровневой развязкой в виде треугольника около Поплар. Поскольку поезда ходили лишь по маршруту Тауэр Гейтвей — Айленд Гарденс — Стратфорд, северная часть этого перехода использовалась только для поездов направляющихся в или из депо Поплар, но не для поездов с пассажирами. Первые станции имели примерно одинаковый внешний вид и строились из стандартных материалов. Их характерной чертой были относительно короткие полуцилиндрические застеклённые синие тенты для защиты платформы от дождя. Все станции были над землёй и, как правило, не имели обслуживающего персонала (на подземных станциях, построенных позднее, закон предписывает наличие персонала на случай эвакуации).

### Первое расширение (1991—1994)

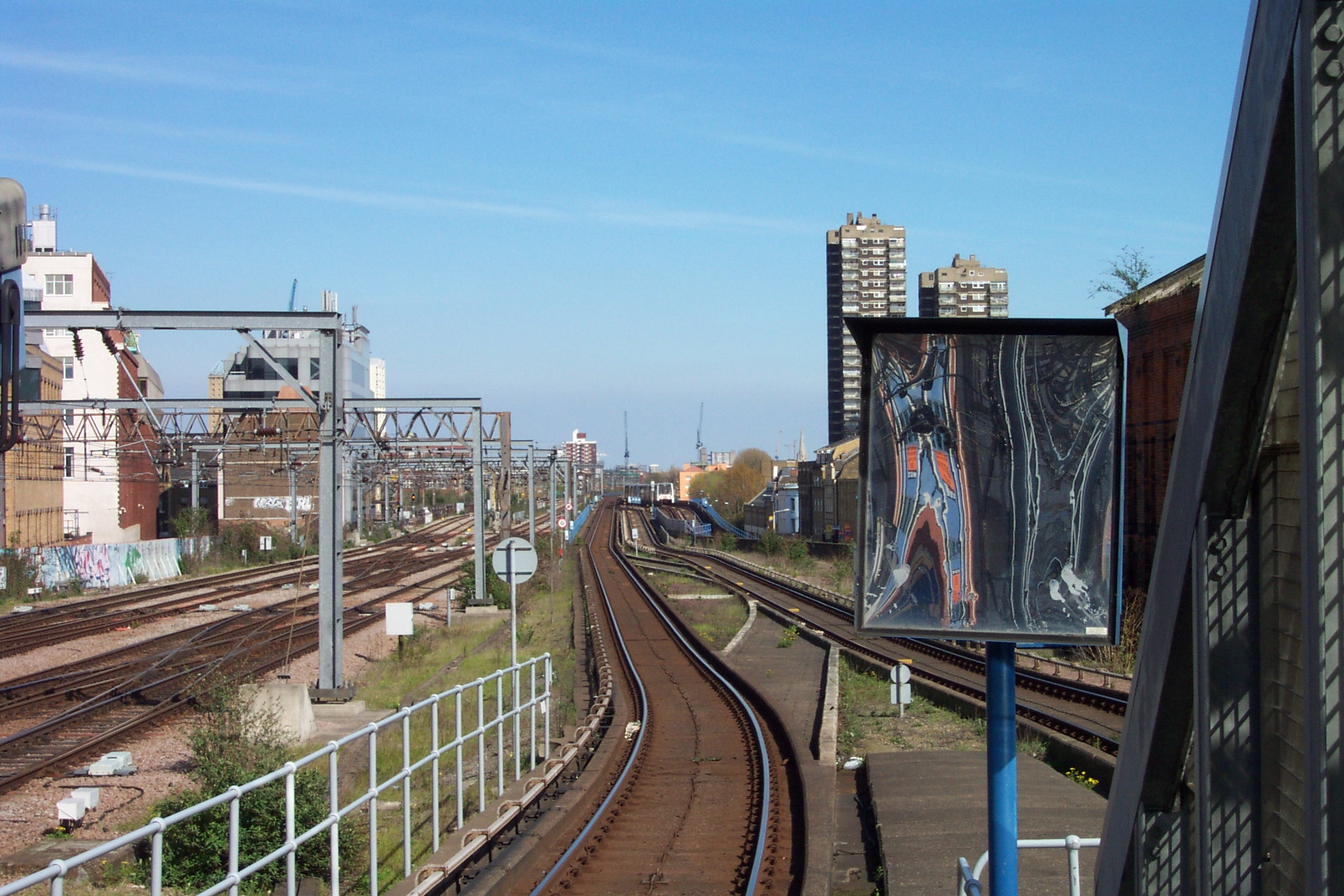
Вид со станции Тауэр Гейтвей.

Изначальная сеть лёгкого метро имела очень маленькую пропускную способность, в то время как Доклендс очень активно развивался в большой финансовый центр и зону занятости, повышая потребность в транспортной обеспеченности. Отдалённость Тауэр Гейтвей на окраине Сити критиковалась за слишком слабую связь с остальным транспортом. Это произошло отчасти из-за того, что менеджмент лёгкого метро не был рассчитан на то, что оно достигнет столь высокого уровня использования. Было решено продлить линии до Банка и до Бектона. В результате все станции были удлинены до длины двух вагонов, а линия протянулось в самое сердце Сити до станции Банк через тоннель, открывшийся в 1991 году. Это расширение отличалось от изначального западного филиала, оставив Тауэр Гейтвей в качестве отростка. Первоначальные поезда, не подходившие для езды под землёй, перестали использоваться.
Со временем, когда офисный комплекс Кэнэри-Уорф вырос, станция Кэнэри Уорф была переделана из маленькой станции в огромную с шестью платформами, обслуживающих три пути с большой общей крышей и полностью интегрированная с магазинами внизу офисных башен. Первоначальная станция так никогда и не была завершена и была демонтирована ещё до официального открытия линии, однако некоторое время автоматические поезда все ещё останавливались на месте, где она должна была находиться.
Районы на востоке Доклендс нуждались в более высоком качестве транспорта, чтобы поддерживать развитие, поэтому было открыто 4--е отделение в 1994 году, от станции Поплар до Бектона через транспортный узел Кеннинг Таун, вдоль северной стороны комплекса Королевских Доков. Изначально предполагалось, что эта часть практически не будет использоваться, в связи с очень разрозненным строительством. Также было сделано несколько предложений по расширению в сторону Блэкуолла. В ходе этого расширения одна из сторон разворотного треугольника была заменена на развязку к западу от Поплар и ещё одна развязка была построена восточнее Поплар между линиями до Стратфорда и Бектона. Станция Поплар была перестроена, чтобы дать возможность для кросс-платформенной пересадки между этими двумя линиями.

### Второе расширение (1996—1999)

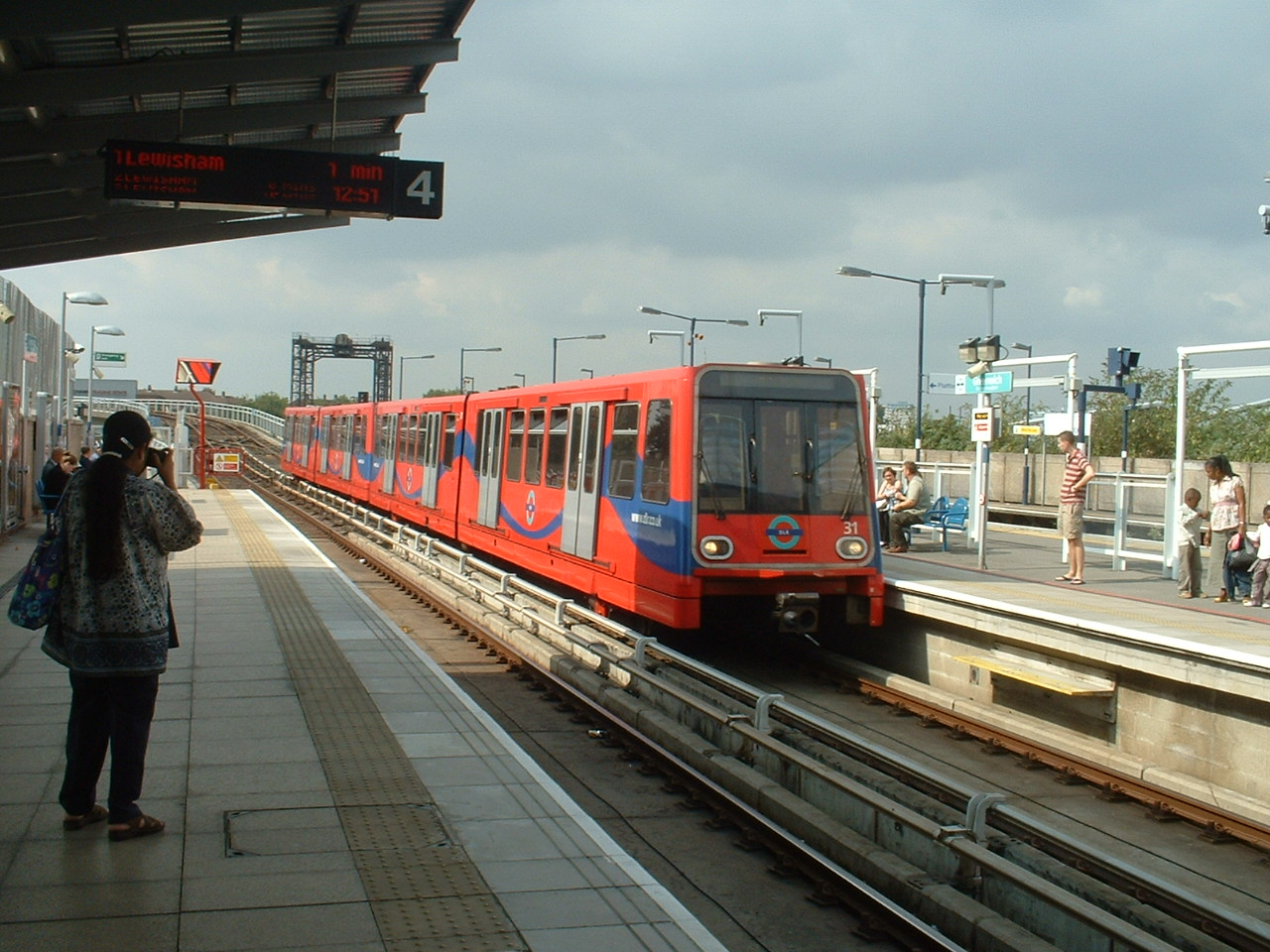
Платформы Гринвича, на станцию прибывает поезд в северном направлении.

В начале работы DLR, совет Люишема проспонсировал изучение возможности продления линии лёгкого метро на другой берег под Темзой. Это позволило совету реализовать возможность расширения до Гринвича, Дептфорда и Люишема. В начале своего существования лёгкое метро критиковалось экспертами как «неправильная система для потребностей Доклендс» в сравнении с предлагавшейся в 1980-е линией метрополитена. Тем не менее идея была поддержана политиками в парламенте, в том числе членами лейбористской партии и в 1996 году начались работы по этому проекту.
3 декабря 1999 года линия до Люишема была открыта для пассажиров. Таким образом, первоначальный маршрут до Айленд Гарденс остался южнее от Кроссхарбор, расположенная рядом с Мудчут, где станция на уровне земли заменила поднятую станцию бывшей железной дороги Лондона и Блэкуолла, а затем уходит в тоннель, следуя по виадуку старой дороги и прибывает на новую подземную станцию Айленд Гарденс, на которую можно спуститься по лестнице. Затем пути идут до центра Гринвича, где выходят на поверхность на станции «Гринвич». После этого линия поднимается на виадук в направлении Дептфорда и станции «Элверсон-роуд», расположенной на уровне земли, рядом с центром Люишема. Маршрут заканчивается на двух платформах возле основных платформ железнодорожной станции Люишем, неподалёку от торгового центра и автобусных остановок, расположенных рядом со входом на станцию. Несмотря на критику и прогнозы скептиков, линия до Люишема очень быстро окупилась и стала прибыльной.

### Третье расширение (2004—2009)

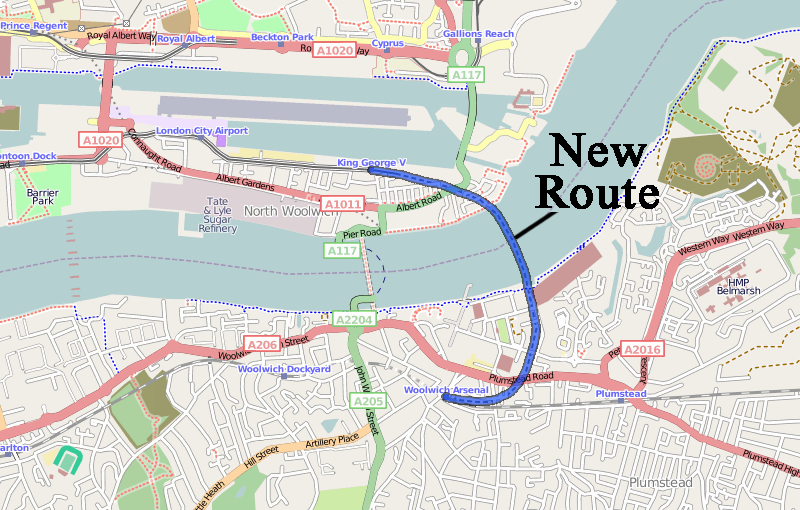
Маршрут расширения до Вулвич Арсенал.

Следующее развитие DLR была спонсирована программой инвестиций в общественный транспорт Лондона, которая была начата мэром Лондона Кеном Ливингстоном 12 октября 2004 года. 2 декабря 2005 года открылся новый участок вдоль южной части Королевских Доков, идущий от Кеннинг Таун до Кинг Джордж V через Аэропорт Лондон-Сити.
Дальнейшее продление от Кинг Джордж V до Вулвич Арсенал было открыто 10 января 2009 года, рядом с запланированной остановкой Crossrail. Согласие правительства на этот проект было получено в феврале 2004 года с проектной стоимостью £150 million в связи с необходимостью постройки второго тоннеля через Темзу. Строительство началось в июне 2005 года, в тот же месяц, когда были заключены все контракты, а тоннели были закончены 23 июля 2007 года, и были открыты Борисом Джонсоном, мэром Лондона 12 января 2009 года.
Изначальная станция Тауэр Гейтвей была закрыта в середине 2008 года для полной реконструкции. Два пути с обеих сторон платформы были заменены на единственный путь между двумя платформами для прибывающих и отбывающих пассажиров. Станция была вновь открыта 2 марта 2009 года.

### Последние изменения

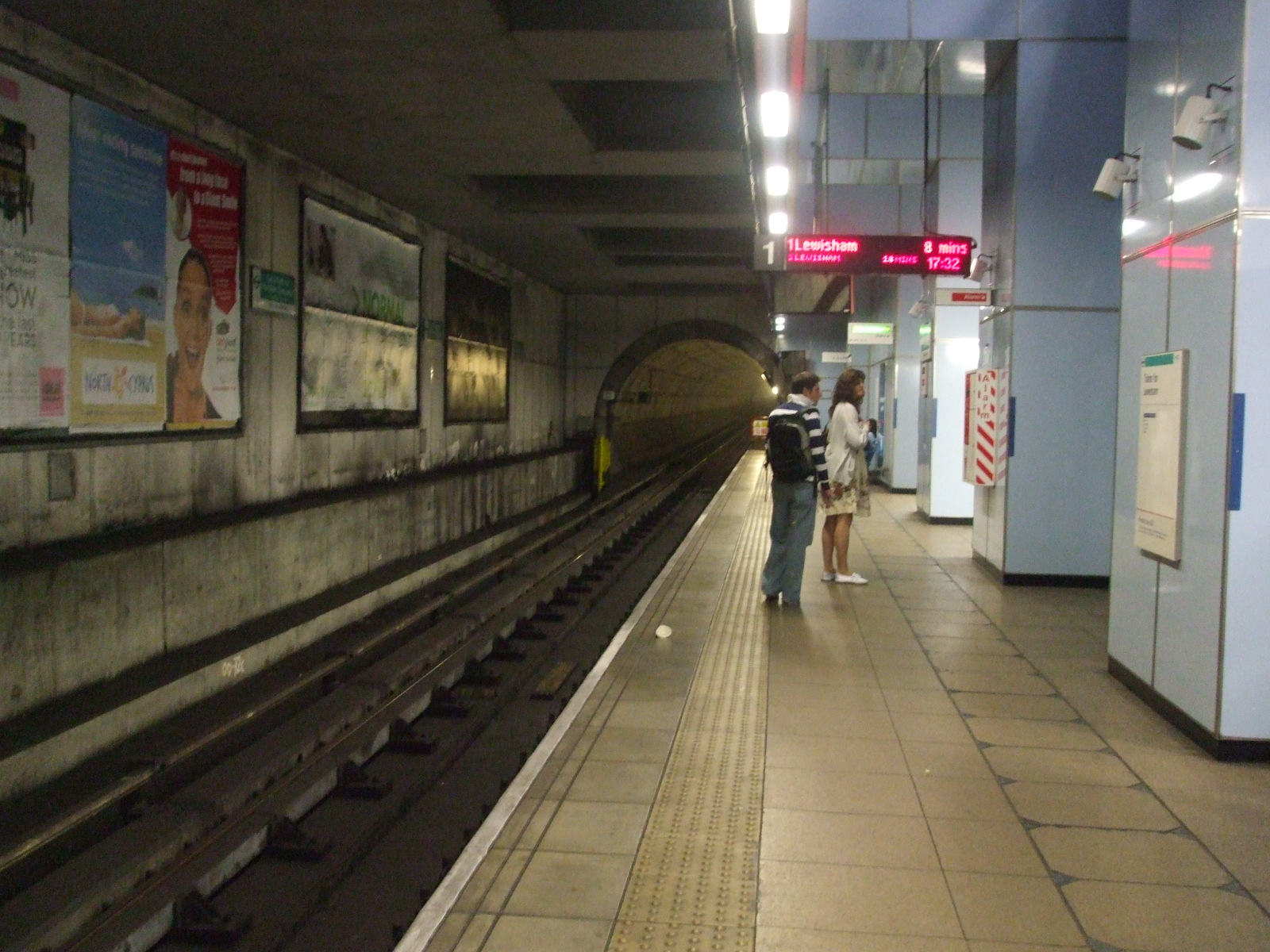
Станция Катти Сарк.

Пропускная способность лёгкого метро продолжает повышаться — активно ведутся работы по изменению инфраструктуры для эксплуатации трёхвагонных поездов. Предложенная ранее альтернатива более частых рейсов была отвергнута, поскольку требуемые для этого изменения сигнальной системы стоили бы ничуть не меньше, а конечный результат оказался бы хуже. Проект, по которому была построена линия, предусматривал движение по ней только одного вагона. Увеличение числа вагонов в составах линии потребовало проведения дополнительных работ по модернизации: усиления виадуков, чтобы выдержать вес более тяжёлых поездов, и соответствующего удлинения большинства остановочных платформ. Новые станции лёгкого метро строились с учётом возможности использования подвижного состава из трёх вагонов. Повышение пропускной способности оказалось востребованным в дни проведения Летних Олимпийских игр 2012, резко увеличивших нагрузку на лондонскую транспортную систему в целом. Генеральным подрядчиком проведения работ стала компания Taylor Woodrow.
В ходе модернизации несколько станций (Элверсон роуд, Паддинг Милл Лейн, одна из платформ Стратфорда, Роял Алберт, Галлионс рич и Катти Сарк) не были удлинены для приёма трёхвагонных поездов. Осуществление этой задачи отложено на отдалённую перспективу. До этого на вышеперечисленных станциях будет применяться "система селективного открытия дверей" (когда проводник может самостоятельно принимать решение, какие двери открывать, а какие нет) с дополнительными экстренными переходами, на случай непредвиденного открытия дверей. Причин отсутствия удлинения платформ на этих станциях несколько. Так, например, Катти Сарк находится под землёй и стоимость проведения работ, а также неминуемые риски для расположенных рядом исторических зданий слишком велики, чтобы осуществить репонструкцию. Среди проводимых работ есть также замена навесов на более прочные на всю длину платформ. Новая платформа «Саут-Куэй» была перенесена на 200 метров восточнее прежней станции, поскольку наклон и изгиб пути не позволяли полноценно удлинить старую платформу. На станции Мудчут появилась третья платформа и над всеми платформами сделан навес на всю длину.
Для осуществления этих планов DLR закупило 31 новый вагон, совместимый с имеющимся подвижным составом.
В перечне проведения необходимых мероприятий по расширению также оказались некоторые работы по укреплению дороги к северу от Вест-Индиа Куэй. Было принято решение о постройке дополнительных развязок в этом месте, чтобы избежать конфликтов между поездами до Стратфорда и поездами до Банка. В связи с этим было сделано новое расписание с новым распределением поездов в часы пик. Новая развязка от Банка до Кэнэри-Уорф используется только в часы пик, поскольку проходит мимо станции Вест-Индиа Куэй. Новое расписание начало своё действие с 24 августа 2009 года.
Изначально работы предполагалось провести в три этапа: «Банк — Люишем», затем «Поплар — Стратфорд» и в конце — отделение Бектон. Первоначальный контракт на постройку стоимостью £200 миллионов был заключён 3 мая 2007 года. Работы начались в том же году и первый этап был закончен в 2009 года. Однако работы над первыми двумя этапами в итоге были совмещены и инфраструктурные работы были закончены к январю 2010 года. Загруженный маршрут Банк — Люишем уже использует трёхвагонные поезда в будние дни. На остальных маршрутах эксплуатация удлинённых поездов с пассажирами начнётся позже.
Финансирование на модернизацию участка в районе Бектона было выделено лишь в декабре 2008 года и окончание работ запланировано[когда?] на начало 2011 года. Расширение требуется всего нескольким станциям: Бектон, Принц Реджент, Кастом Хаус.

## Сеть Доклендского лёгкого метро

### Обзор

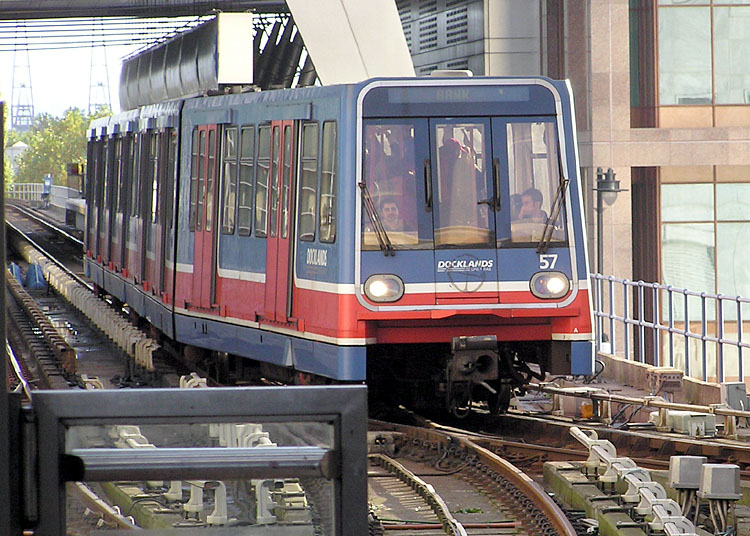
Поезд Доклендского лёгкого метро прибывает на станцию Кэнэри Уорф с юга.

Сеть Доклендского лёгкого представлена 45-ю станциями, а протяжённость путей достигла 34 километров. Маршрутное движение обслуживает пять направлений: до Люишема на юге, до Стратфорда на севере, до Вулвич Арсенала на востоке и в центральном Лондоне на западе, обслуживающем «Банк» и Тауэр Гейтвей. Хотя построенные пути позволяют создавать множество комбинаций маршрутов, сегодня действуют следующие:
- Стратфорд — Люишем
- Банк — Люишем
- Банк — Вулвич Арсенал
- Тауэр Гейтвей — Бектон

Также периодически открываются дополнительные экспресс-маршруты Кеннинг Таун — Принц Реджент, работающий во время выставок в ExCeL, чтобы удвоить пропускную способность.
На конечных станциях поезда начинают движение в обратном направлении от конечной платформы, за исключением станции Банк, где за станцией есть небольшой отрезок пути для оборота составав. В часы пик поезда на Стратфордской ветке оборачиваются на станции Кроссхарбор, не доезжая до Люишема. Также поезда иногда ходят от Тауэр Гейтвей до Кроссхарбор и Люишема. Поезда останавливаются на всех остановках по маршруту за исключением пиковых часов на маршруте Кэнэри-Уорф — Вестферри. Они не останавливаются на станции Вест-Индиа Куэй, поскольку маршрут проходит в обход неё. Во время проведения работ по ремонту и дальнейшему строительству лёгкого метро также временно вводятся дополнительные маршруты, обычно по выходным.

### Станции

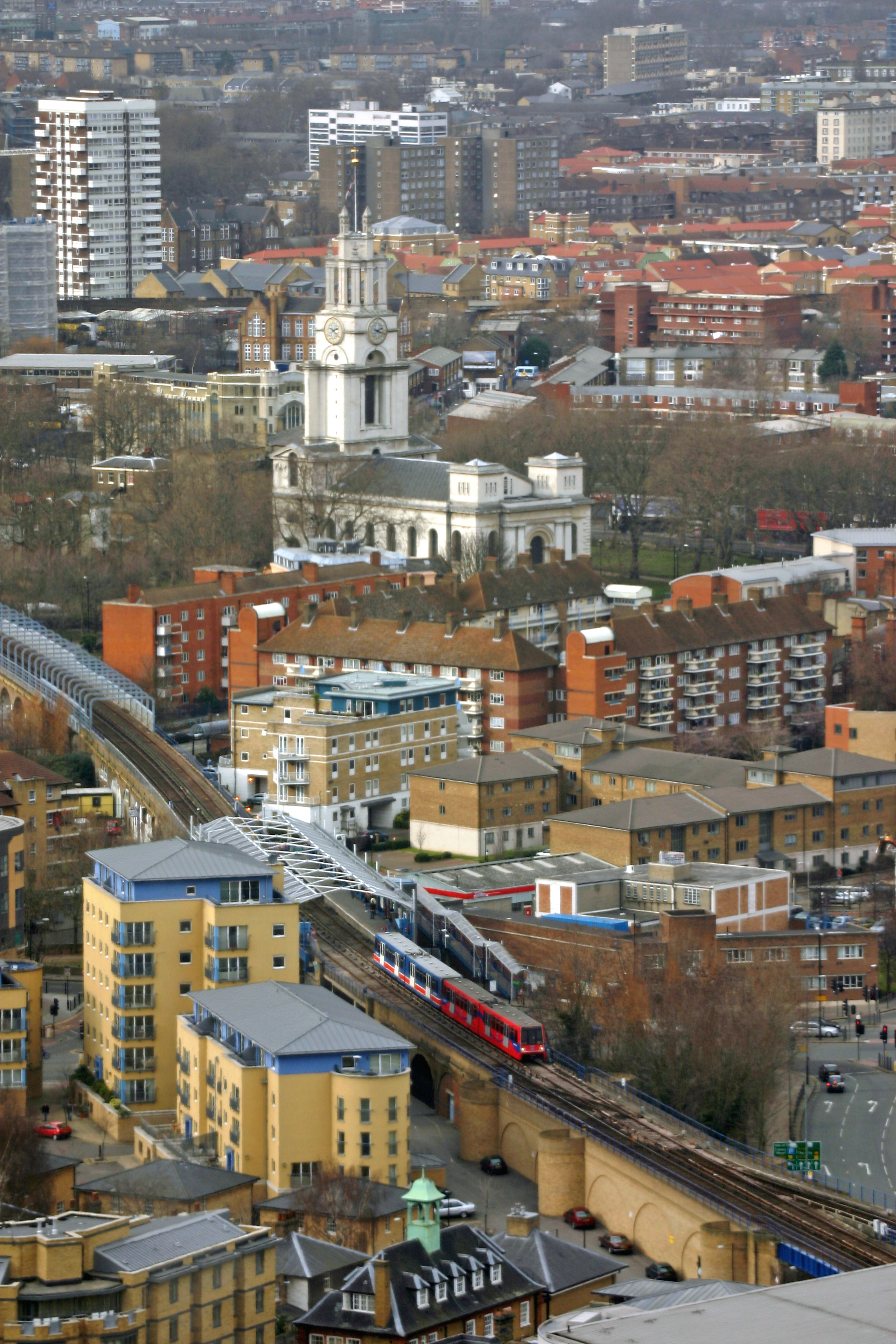
Поезд уезжает на восток со станции Вестферри.

Большинство станций Доклендского лёгкого метро подняты над землёй, хотя некоторые находятся на уровне земли или под землёй. Подняться или спуститься на платформу обычно можно по лестнице или лифту, хотя местами встречаются эскалаторы. С самого начала вся сеть проектировалась для безбарьерного доступа, в том числе для пассажиров на инвалидных колясках. Кроме того, немало внимания было уделено для создания лёгкого доступа на станции для всех пассажиров. Станции оснащены высокими платформами, уровень которых идеально соответствует высоте дверей поезда, обеспечивая беспрепятственный доступ пассажиров в вагон.
Большинство станций имеют модульный дизайн, относящийся ещё к первоначальной системе, улучшенный с годами. В этот дизайн входят двухсторонние платформы, каждая с отдельным входом с улицы, навесы над всеми платформами с характерным круглым дизайном крыши. На станциях нет работников, за исключением подземных станций Банк, Айленд Гарденс, Катти Сарк и Вулвич Арсенал, на нескольких самых загруженных станциях и на Аэропорт Лондон-Сити есть кассы с кассирами для пассажиров, незнакомых с автоматической покупкой билетов. Во время мероприятий в выставочном центре ExCeL также работают сотрудники на станции Кеннинг Таун, пересадке с Юбилейной линии, а также на остановках рядом с выставочным центром (Принц Реджент и Кастом Хаус. Во время ремонтных работ на станции Банк, на станции Тауэр Гейтвей количество обслуживающего персонала было увеличено в связи с резким увеличением пассажиропотока.
3 июля 2007 года DLR официально запустило арт-программу «DLR Art», аналогичную таковой же программе в Лондонском метро.

### Билеты и оплата

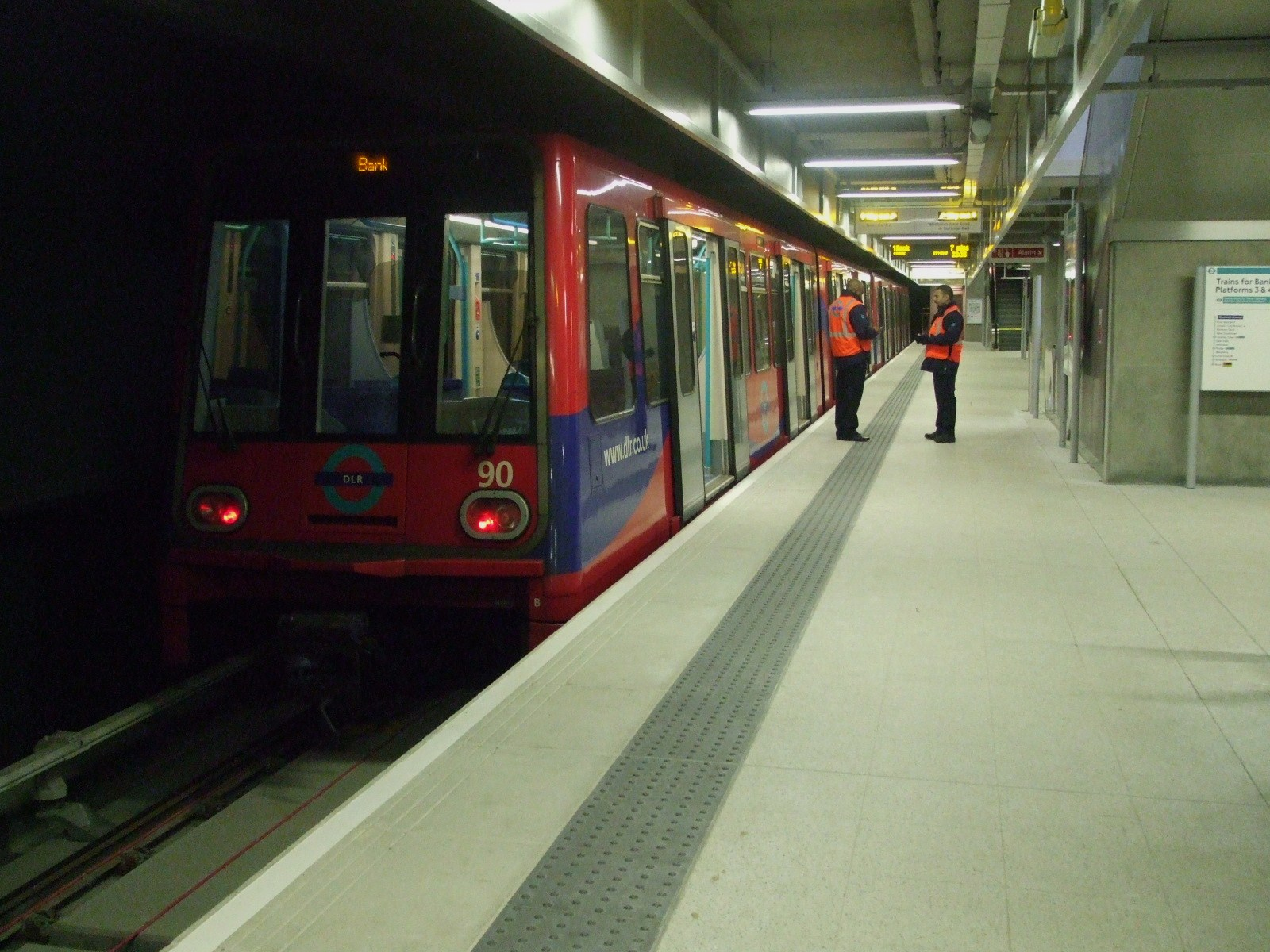
Поезд перед отправлением с Вулвич Арсенал

Билеты на DLR входят в зональную систему метрополитена и Travelcard действуют и на лёгкое метро. Есть также однодневный и сезонный билеты, действующие только на DLR «Rover», а также однодневные «Железные дороги и Река», действующие на DLR и речные круизы по Темзе. Карты Oyster также используются на линиях лёгкого метро. Пассажиры должны прикладывать свои карты на входе и на выходе с платформы или пройти через автоматические ворота. Билеты должны быть куплены в автоматах на входе на станцию и должны быть у пассажира при входе на платформу. На станциях DLR нет турникетов и наличие билетов проверяет PSA. Турникеты есть на станциях Банк, Вулвич Арсенал, Кеннинг Таун и Стратфорд, где платформы лёгкого метро находится в пределах барьерных линий станций лондонского метро или железной дороги.
Хотя карты Oyster продвигаются компанией Transport for London в качестве билетов на DLR, имеются некоторые различия в их использовании по сравнению с метрополитеном. Станции в лёгком метро более простые, а большинство не оборудовано турникетами. Критики говорят, что точки для оплаты картами Oyster на станциях (к которым пассажиры должны приложить свою карту, чтобы оплатить проезд) находится возле источников питания и, как следствие, их иногда бывает довольно сложно найти.

### Деятельность
Ежедневный пассажиропоток по линиям DLR составляет до 300 000 человек. В год запуска лёгким метро смогло воспользоваться 17 миллионов человек. К 2011 году это число выросло до 86 миллионов человек. В первые пять лет пассажирской эксплуатации лёгкое метро сталкивалось с ненадёжностью и операционными проблемами. Тем не менее, теперь оно считается чрезвычайно надёжным. В 2008 году 87 % населения Северного Вулвича было довольно работой DLR.
Парламентская комиссия рассмотрев тему легкого метро и легкорельсового транспорта в целом, в связи с успехом DLR, предложила постройку новых подобных систем. Лёгкое Метро Северного и Западного Лондона — это один из подобных планов по транспорту в другом конце Лондона.
Доклендское Лёгкое Метро стало столь же успешно, как и другие подобные системы, построенные в последние годы. Тем не менее DLR активно критиковалось за проектирование слишком маленькой пропускной способности, которая не смогла выдержать быстро выросший спрос. В 1989 году подобная критика адресовалась в сторону General Electric Company plc, которая в основном и строила метро в то время. Тем не менее, в Британии до сих пор ведутся споры о финансовой эффективности этого проекта.
Хотя лёгкое метро по-прежнему очень легко доступно, для провоза в поездах разрешены только складные велосипеды. Так, например, был случай, когда начальник станции не давал отправиться поезду, пока несколько спортсменов триатлонистов не покинут вагон. Как говорят официальные лица, это связано с ситуациями, когда понадобится эвакуация, а подобные пассажиры будут сильно задерживать процесс. Кроме того, вагоны DLR не предназначены для перевозки велосипедов — они могут повредить двери и аварийные выходы.

### Подвижной состав

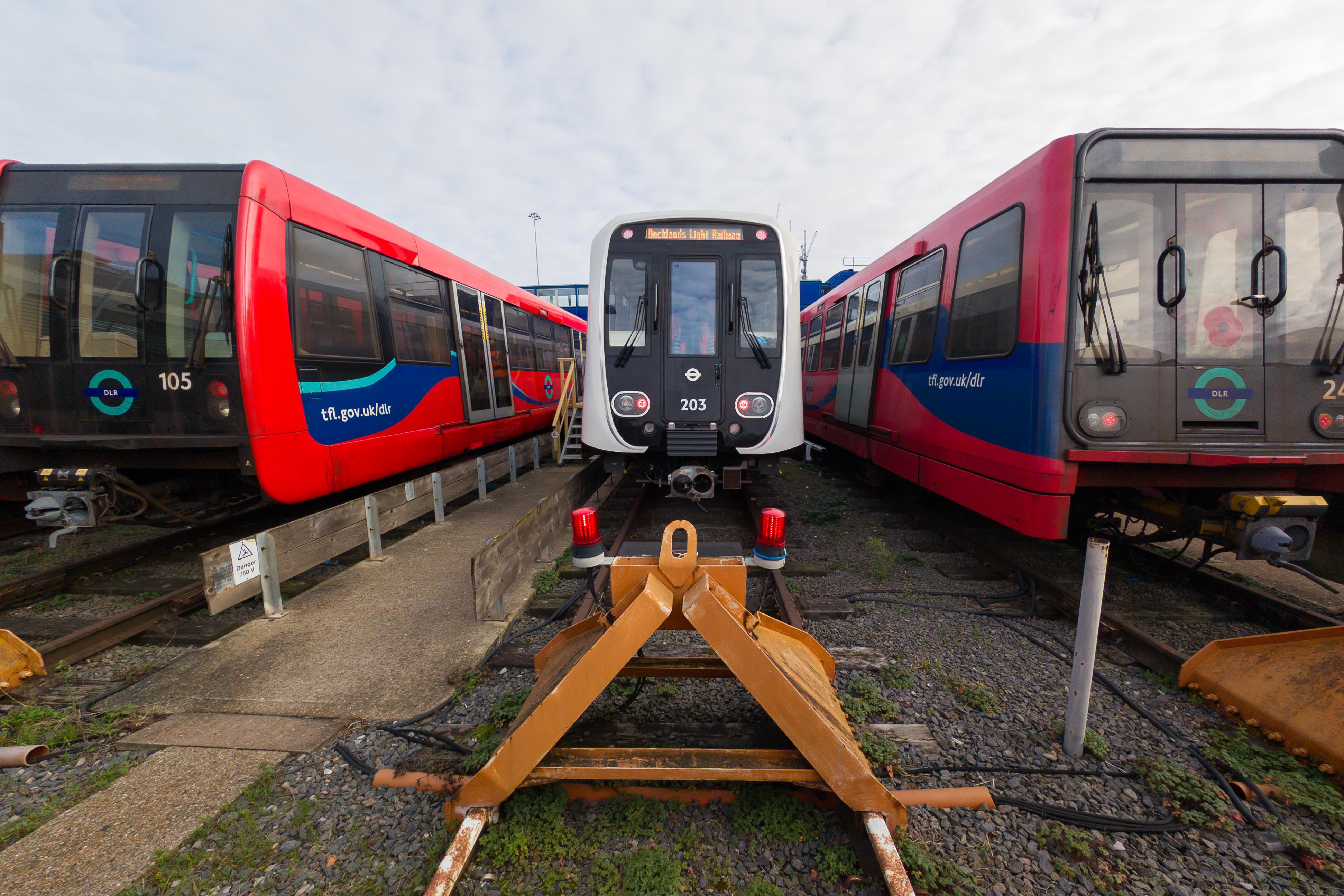
Поезда разных моделей в депо

Доклендское лёгкое метро использует высокопольные, двунаправленные, одно-шарнирные электропоезда. Каждый вагон имеет по четыре двери с каждой стороны и два или три вагона составляют целый поезд. В поездах нет кабины машиниста, поскольку поезда автоматизированы. Вместо этого в поездах есть маленькая водительская консоль, с помощью которой PSA (агент помощи пассажирам) может управлять поездом. Консоли около каждой двери позволяют PSA управлять открытием и закрытием дверей и делать объявления в ходе патрулирования поезда. В силу отсутствия кабины машиниста, полностью остеклённые концы поезда предоставляют великолепный вид вперёд (или назад) для пассажиров. Современные поезда развивают максимальную скорость 100 км/ч.
Несмотря на высокие полы и полную автоматизированность, поезда сделаны на основе легкорельсовых немецких поездов, предназначавшихся для использования непосредственно на городских улицах. Все поезда, действовавшие с начала работы лёгкого метро, внешне очень похожи, однако за это время сменилось несколько типов поездов, некоторые из них до сих пор используются, а часть продана другим компаниям. Новые вагоны (В2007) для DLR были закуплены у компании Bombardier в 2005 году и были поставлены в 2007 году и 2010 году.
Доклендское лёгкое метро имеет два депо, Поплар и Бектон, где содержится и обслуживается подвижной состав. Оба депо оборудованы ремонтными мастерскими и большим количеством дополнительных путей для отстоя поездов. Депо Поплар, где также находятся штаб-квартиры «DLR Limited» и «Serco Docklands», расположено с северной стороны ветки до Стратфорда, к востоку от станции Поплар, а депо Бектон находится к северо-востоку от станции Галлионс-Рич. Несколько дизельных локомотивов, предназначенных для обслуживающих работ на путях, хранятся в депо Поплар. В 2005—2006 годах депо в Бектоне было расширено и улучшено, включая постройку дополнительных путей и новой сигнальной системы.

### Сигнальная система
Изначально лёгкое метро использовало сигнализацию на основе полуавтоматической блокировки, выпущенной General Electric Company plc и General Railway Signal. Эта система была заменена в 1994 году на более современную сигнальную систему, выпущенную Alcatel и затем в 2007 году перекупленную Thales, которая теперь и обслуживает эту систему. Эта же система используется и в некоторых других странах, например в Ванкувере в SkyTrain, в Торонто в Scarborough RT, в Сан-Франциско в Muni и в Гонконге в MTR, а также сейчас вводится на Юбилейной линии и Северной линии лондонского метрополитена. Информация передаётся по индуктивной петле кабеля между контроллерами каждого из поездов и контрольным центром в Поплар. Если связь прервана или потеряна между контроллерами поезда и контрольным центром, поезда осуществляют экстренную остановку вплоть до восстановления системы. Если нарушается работа всей системы, поезд может двигаться с ручным управлением, но не более 19 км/ч вплоть до восстановления системы. Также экстренное торможение может быть применено при нарушении скоростного режима при ручном управлении или проезде на запрещающий сигнал, либо в случае если поезд покидает станцию когда пути ещё не готовы.

## Перспективы
Развитие восточной части Доклендс в рамках программы Ворота Темзы и проведения в Лондоне Олимпийских игр 2012 подталкивает к дальнейшему развитию лёгкого метро.

### Продление до Стратфорд Интернешнл
Статус — Строится — открытие осенью 2010 года

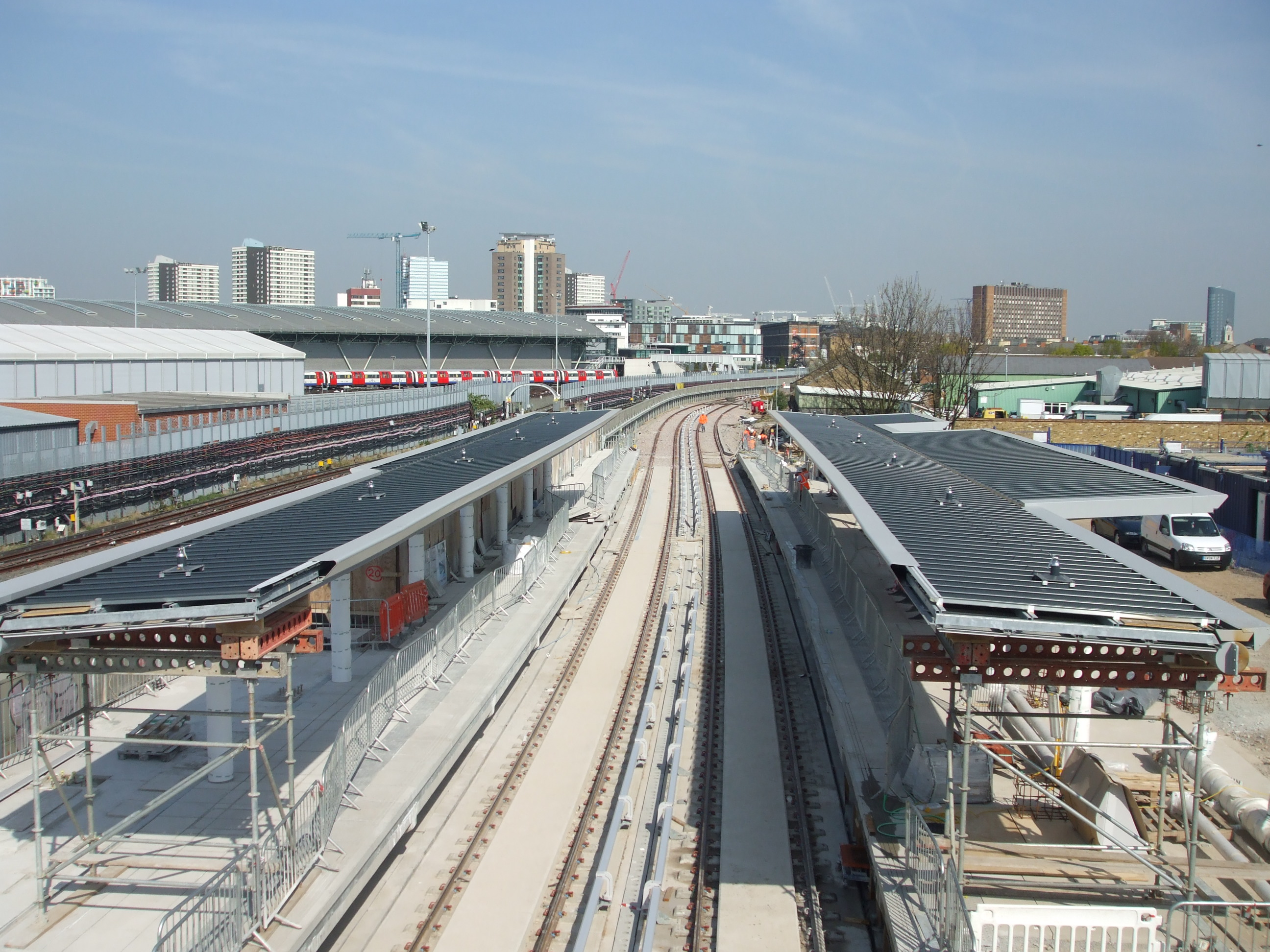
Станция Эбби Роуд во время строительства в апреле 2010.

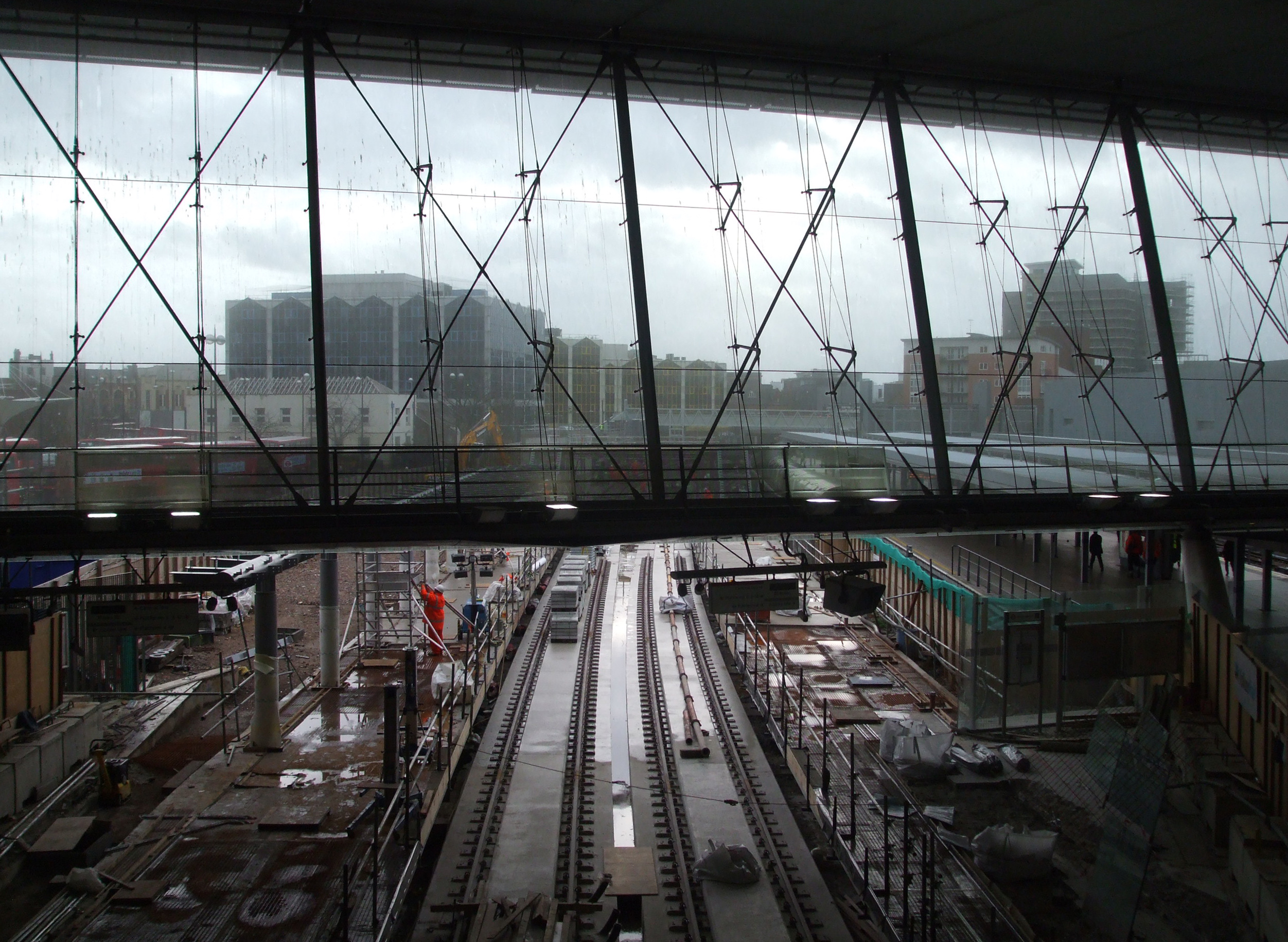
Станция Стратфорд в декабре 2009 года, реконструкция новой платформы, раньше относившейся к линии Северного Лондона.

Продление до станции Стратфорд Интернешнл использует часть линии Северного Лондона от Кеннинг Таун до Стратфорда и свяжет Доклендс с внутренними и международными высокоскоростными поездами High Speed 1 (поезда идущие до тоннеля под Ла-Маншем и дальше во Францию). Это одно из важнейших расширений транспортной системы Лондона к Олимпийским играм 2012, большая часть из которых будет проходить неподалёку от станции Стратфорд Интернешнл. Первый контракт на постройку был заключен 10 января 2007 года, а строительство началось в середине того же года. Новое расширение лёгкого метро откроется осенью 2010 года.
Станции, выделенные жирным — бывшие станции линии Северного Лондона.
Новые станции DLR:
- Стар Лейн
- Вест Хэм
- Эбби Роуд
- Стратфорд Хай Стрит
- Стратфорд (нижний уровень)
- Стратфорд Интернешнл

На станции Стратфорд для линии Северного Лондона были построены новые платформы (1-я и 2-я) в северном конце станции. Старые же платформы теперь имеют новые номера (16 и 17) и будут использоваться для DLR, рядом с новыми платформами Юбилейной линии. Пересадка между двумя маршрутами лёгкого метро будет возможна, хотя их платформы находятся далеко друг от друга и даже на разных уровнях. Пути двух этих маршрутов не будут связаны между собой. Станция Роял Виктория будет расширена для приёма поездов с тремя вагонами со специальными путями для возможности оборота составов в обратном направлении, которые были использованы за счёт проходящей параллельно Северной Лондонской линии. Специальная развязка к югу от Кэннинг Таун будет предотвращать конфликты в движении между имеющимися ветками и новой.

## Предложенные расширения

### Расширение до Дагенхэм Док
Статус — На согласовании

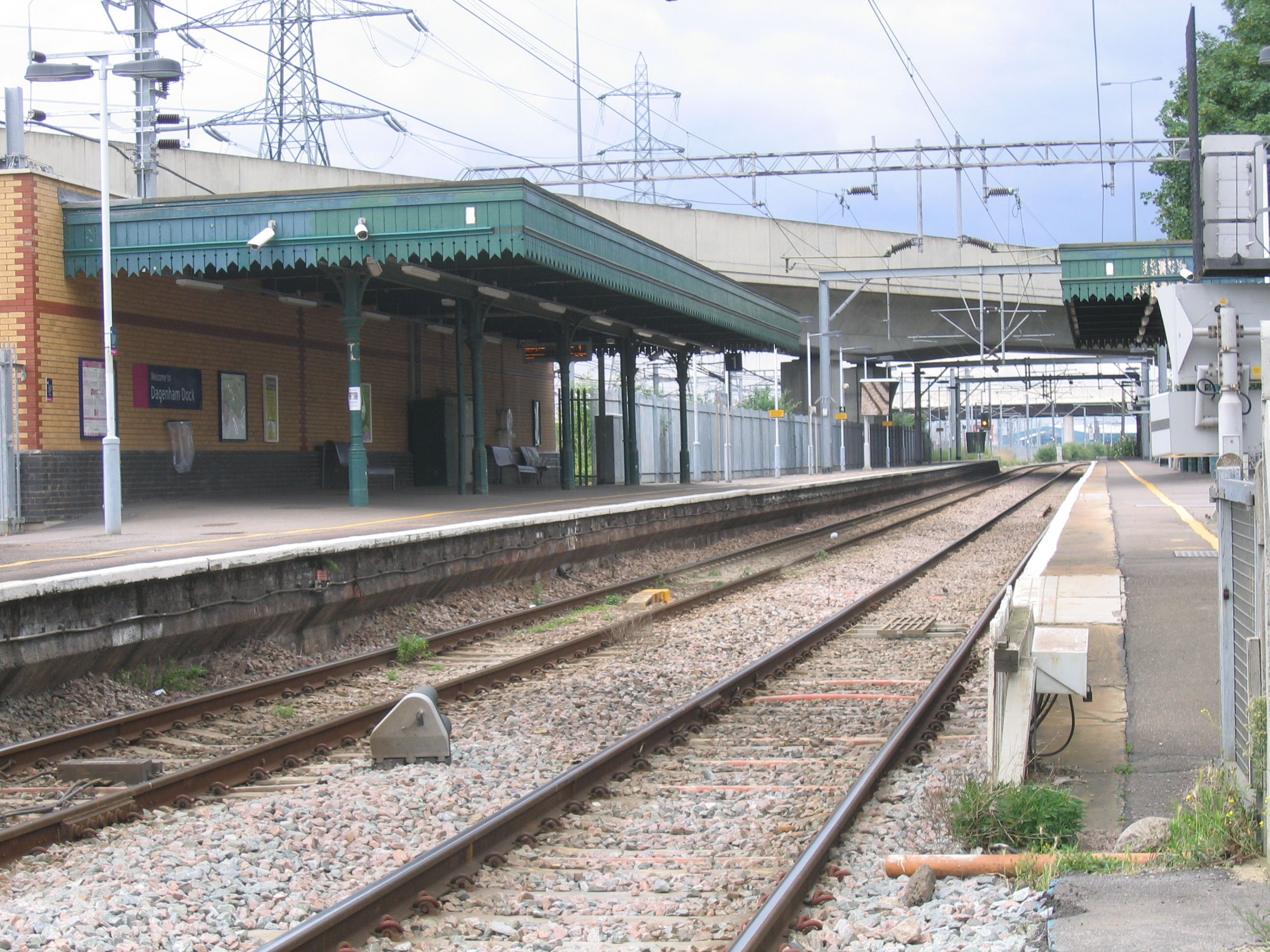
Станция Дагенхэм Док предлагается в качестве окончания новой ветки.

Это расширение предполагает ветку от Галлионс-рич до Дагенхэм-док по набережной Баркинг и соединит эту бывшую индустриальную территорию, которая теперь активно развивается вслед за Доклендс.
Строительство предполагалось начать не раньше 2013 года, а самой ранней датой окончания назывался 2017 год. Однако мировой финансовый кризис привёл к задержке в планах вплоть до уточнения источников финансирования. Поскольку ветка должна обслуживать ещё не построенные дома, новые сроки предсказать довольно сложно. Проект был отменён мэром Лондона Борисом Джонсоном в качестве борьбы за сокращение издержек, однако позже вернулись к рассмотрению этого вопроса, поскольку ветка считается жизненно необходимой советом Баркинг и Дагенхэма для развития района.
В октябре 2009 года план вновь стал изучаться. Transport for London будет рассматривать экономическую эффективность этого проекта с точки зрения будущего строительства домов в этих районах.

### Станция Тэмз-Уорф
Статус — Заморожено
Эта станция была включена в планы будущего развития в качестве расширения для обслуживания аэропорта Лондон-Сити с момента появления планов по постройке этого аэропорта. Станция должна появиться между Кеннинг Таун и Вест Силвертаун, к западу от дока Роял Виктория. Поскольку станция должна обслуживать окружающую территорию (сейчас представляет собой заброшенные индустриальные здания), когда она будет регенерирована, однако этот процесс сейчас приостановлен, в связи с отсутствием нового транспортного пересечения Темзы, благодаря которому и должно начаться развитие района.

### Коннот Роуд/Пересадочная станция Сильвертаун
Статус — Предложена
Место неподалёку от аэропорта Лондон-Сити предполагается для строительства новой станции. Она может иметь пересадку на Crossrail и быть расположена между Аэропорт Лондон-Сити и Понтун Док. Однако никакие планы не были опубликованы и неизвестно когда она будет спланирована и построена.

### Расширение Виктория/Чаринг Кросс
Статус — Предложено — 2006

Так выглядит логотип Доклендского легкого метро на картах метро.

В феврале 2006 года было обнародовано предложение по продлению DLR от Банк до Чаринг-Кросс. Идея сегодня находится ещё на очень ранней стадии проработки, однако по планам лёгкое метро пройдёт по неиспользуемым тоннелям под центральным Лондоном до платформ Юбилейной линии на Чаринг-Кросс, которые снова будут использоваться. Эти платформы сейчас не используются для пассажирских поездов. Также будет изучена возможность продления линии до станции Виктория.
Офиыиально не подтверждено, однако вероятнее всего будут задействованы существующие тоннели между платформами Юбилейной линии на Черинг Кросс и местом чуть западнее станции Олдвич. Однако потребуется их переборка для дополнительного увеличения просвета тоннеля, поскольку поезда лёгкого метро гораздо выше, кроме того современные правила безопасности требуют наличия ходков (проходов) на всём протяжении тоннеля, которых там не было предусмотрено ранее.
Есть две причины, способствующие проведению данной модернизации. Во-первых, это проблемы с пропускной способностью на станции «Банк» (бывш. «Сити»), которая фактически является единственной пересадкой между Доклендским лёгким метро и центральной частью Лондонского метрополитена. Во-вторых, это затруднённость доступа пассажиров из Кента и Южного Побережья от конечной остановки поездов до лёгкого метро.

### Юстон/Кингс Кросс
Статус — Предложено
В ходе одного из последних исследований рассматривалась возможность продления от Банка до Юстона или до Кингс-Кросса. Основным смыслом подобного продления является продление транспортных линий до Кэнэри-Уорф. Также это позволит создать новую артерию в центре Лондона и разгрузить Кольцевую и Северную линии. Официальных планов по поводу возможных станций нет, за исключением возможной станции около Фаррингдона и возможности задействования неиспользуемых путей Thameslink.

### Расширение от Люишема до Кэтфорда
Статус — Предложено — 2006
Это расширение также рассматривалось в ходе последних исследований. Маршрут проследует вдоль линии Southeastern и будет заканчиваться между станциями Кэтфорд и Кэтфорд Бридж. Это расширение столь же привлекательно для района, сколь было и более раннее строительство ветки до Люишема. Однако исследования показали наличие проблем в связи с тем, что станция Люишем находится очень близко к соседней автомобильной трассой, которая мешает строительству предлагаемых расширений. Однако планы по-прежнему изучаются. Когда ветка до Люишема была только построена, предлагалось продлить её до Бэкенхэма и соединения с Tramlink. Однако положение станции сделало подобный план слишком затратным в исполнении.

## Происшествия

### Выезд за станционные буфера

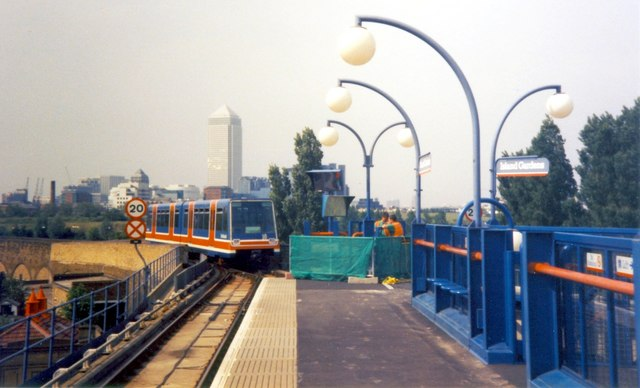
Изначальная станция Айленд Гарденс, расположенная в конце виадука

10 марта 1987 года ещё до открытия лёгкого метро испытательный поезд врезался в тупиковый упор на изначальной конечной станции Айленд Гарденс и остался висеть на краю возвышающихся над землёй путей. Инцидент произошёл в ходе не предусмотренных испытаний до установки системы предотвращения аварий. Поезд управлялся вручную.

### Происшествие на мосту Вест-Индиа Куэй
22 апреля 1991 года два поезда столкнулись на мосту около станции Вест-Индиа Куэй в утренний час пик, что привело к остановке всех поездов для эвакуации пассажиров из двух поездов по лестнице. При этом, один из поездов двигался автоматически без водителя, а другой управлялся вручную.

### Взрыв на Саут-Куэй
9 февраля 1996 года ИРА взорвала грузовик под мостом около станции Саут-Куэй, в результате чего убито два человека, многие получили ранения. Количество жертв могло бы быть больше, если бы не поступившее предупреждение о готовящемся взрыве. Взрыв нанёс ущерб в £85 миллионов. Путям был нанесен большой ущерб и поезд, находившийся на станции Айленд Гарденс был вынужден оставаться там до полного восстановления путей.

## Технические подробности
Линия оборудована уровнем автоматизации GoA3 — автоматическое управление без машиниста, но с присутствием в составе персонала, управляющего дверьми и способного взять на себя управление в случае возникновения внештатных ситуаций.